# كأس الأمير 2009
بدأت بطولة كأس الأمير لموسم 2008/2009 في 18 مايو 2009، ويشارك في البطولة 14 فريق، وقد قسمت الفرق إلى مجموعتين، وترأس المجموعتين نادي العربي الكويتي بطل البطولة السابقة، ونادي الكويت بطل الدوري في الموسم السابق، وقد حقق نادي الكويت لقب البطولة بعد فوزه على نادي العربي الكويتي في المباراة النهائية 2-1، وحصل لاعب نادي القادسية الكويتي حمد العنزي على لقب هداف البطولة برصيد 4 أهداف.

## الدور التمهيدي
| نادي الساحل الكويتي  | 1:2 | نادي السالمية    |
| -------------------- | --- | ---------------- |
| محمد أحمد محمد أحمدم |     | عبد الله البريكي |

| نادي القادسية الكويتي                                                           | 0:7 | نادي الفحيحيل |
| ------------------------------------------------------------------------------- | --- | ------------- |
| إبراهيما كيتا حمد العنزي إبراهيما كيتا حمد العنزي بدر المطوع عبد العزيز المشعان |     |               |

| نادي كاظمة | 0:1 | نادي خيطان |
| ---------- | --- | ---------- |
| هاشم صالح  |     |            |

| نادي الشباب الكويتي | 2:3 | نادي الجهراء        |
| ------------------- | --- | ------------------- |
| سيف فالح ناصر شافي  |     | سعد نزال عيسى عثمان |

| نادي التضامن الكويتي              | 3:3 (5:6) | نادي الصليبيخات                   |
| --------------------------------- | --------- | --------------------------------- |
| محمد مبارك زكريا بنغويرا بدر فهاد |           | حمود ملفي بدر المطيري آرثر ديكيرا |

| نادي النصر الكويتي | 0:2 | نادي اليرموك |
| ------------------ | --- | ------------ |
| عصام فايل          |     |              |

## الدور الربع نهائي
| نادي الكويت             | 1:2 | نادي الساحل الكويتي |
| ----------------------- | --- | ------------------- |
| إسماعيل العجمي فرج لهيب |     | ديفيد سونداي        |

| نادي القادسية الكويتي  | 2:3 | نادي كاظمة         |
| ---------------------- | --- | ------------------ |
| بدر المطوع خلف السلامة |     | ناصر فرج فوزي بشير |

| نادي العربي الكويتي | 1:1 (4:5) | نادي الشباب الكويتي |
| ------------------- | --------- | ------------------- |
| حسين الموسوي        |           | أنتونيو توبانغو     |

| نادي التضامن الكويتي | 1:0 | نادي النصر الكويتي |
| -------------------- | --- | ------------------ |
|                      |     | جيري كاريكا        |

## الدور النصف نهائي
| نادي العربي الكويتي | 0:0 (1:2) | نادي النصر الكويتي |
| ------------------- | --------- | ------------------ |
|                     |           |                    |

| نادي الكويت        | 0:1 | نادي القادسية الكويتي |
| ------------------ | --- | --------------------- |
| إسماعيل العجمي 69' |     |                       |

## مباراة تحديد المركزين الثالث والرابع
| نادي النصر الكويتي                                | 3:1 | نادي القادسية الكويتي |
| ------------------------------------------------- | --- | --------------------- |
| زبن الهذال 13' محمد عبد الله 26' مسعود فريدون 83' |     | حمد العنزي 23'        |

## النهائي
| نادي الكويت                        | 2-1 | نادي العربي الكويتي         |
| ---------------------------------- | --- | --------------------------- |
| عبد الله المرزوقي 32' فرج لهيب 34' |     | فراس الخطيب 29' (ضربة جزاء) |

## الهداف
أربعة أهداف
حمد العنزي (القادسية)
ثلاثة أهداف
بدر المطوع (القادسية)
هدفين
إبراهيما كيتا (القادسية)
محمد أحمد (الساحل)
عصام فايل (النصر)
سيف فالح (الشباب)
إسماعيل العجمي (الكويت)
فرج لهيب (الكويت)
هدف واحد
عبد العزيز المشعان (القادسية)
عبد الله البريكي (السالمية)
بدر المطيري (الصليبيخات)
عيسى عثمان (الجهراء)
حمود ملفي (الصليبيخات)
سعد نزال (الجهراء)
هاشم صالح (كاظمة)
آرثر ديكيرا (الصليبيخات)
ناصر شافي (الشباب)
زكريا بنغويرا (التضامن)
محمد مبارك (التضامن)
بدر فهاد (التضامن)
ديفيد سونداي (الساحل)
جيري كاريكا (النصر)
فوزي بشير (كاظمة)
حسين الموسوي (العربي)
ناصر فرج (كاظمة)
أنتونيو توبانغو (الشباب)
زبن الهذال (النصر)
محمد عبد الله (النصر)
مسعود فريدون (النصر)
عبد الله المرزوقي (الكويت)
فراس الخطيب (العربي)